# Anelosimus sumisolena
Anelosimus sumisolena är en spindelart som beskrevs av Ingi Agnarsson 2005. Anelosimus sumisolena ingår i släktet Anelosimus och familjen klotspindlar. Inga underarter finns listade i Catalogue of Life.
Artens namn Anelosimus sumisolena är en palindrom.